# GayRomeo
GayRomeo és una xarxa social, comunitat virtual i lloc de trobades per a homes gais, bisexuals i transsexuals a nivell mundial.
El nom fa referència a l'orientació sexual majoritària del sector al qual s'adreça ("Gay", 71,8% dels usuaris) i al personatge de Shakespeare (Romeo), fent veure que el lloc no està centrat en el sexe i que dona cabuda al romanticisme a més d'altres temes.
El lloc està disponible a més d'en espanyol, en els idiomes anglès, alemany, francès, italià, neerlandès, portuguès, polonès, grec, tailandès, romà, suec, serbi, turc i rus.

## Història
El lloc web va ser fundat a octubre de 2002 per PlanetRomeo GmbH a Berlín, Alemanya.
Al principi s'oferia sense límits, gratuïtament i sense publicitat, com a reacció davant dels ja existents, que en limitaven l'ús bàsic de manera que els usuaris havien de pagar per superar aquests límits.
Després de veure's desbordats per l'èxit inicial, van començar a oferir subscripcions de pagament per poder finançar el creixement de l'empresa i poder continuar oferint les mateixes funcions gratuïtament. Els usuaris subscrits obtindrien a canvi serveis addicionals, com a connexió a través de xifrat SSL.
Des de setembre de 2006 GayRomeo està sent operat per PlanetRomeo B.V., localitzada a Amsterdam, Països Baixos. La mudança es va produir per evitar problemes legals amb les estrictes lleis alemanyes de protecció al menor.
A març de 2009 la comunitat Guys4Men.com es va integrar a GayRomeo.

## Serveis que ofereix
MissatgeriaDesprés d'haver creat un perfil personal, els usuaris poden comunicar-se entre si enviant-se missatges.
CercadorServeix per trobar altres usuaris i permet filtrar el conjunt d'usuaris per qualsevol paràmetre o paràmetres.
FotosA més de descriure's a través dels textos del perfil, els usuaris poden mostrar fotografies.
Interfície neutraEn estar enfocada al públic gai, la interfície estàndard pot contenir imatges de nois amb poca roba. Els usuaris que prefereixen visualitzar la pàgina de manera discreta i sense cap contingut sexual, poden utilitzar una versió gràfica neutra.
Entrada alternativaAls països o entorns on hi ha intolerància als gais, el lloc web és accessible a través de l'adreça www.planetromeo.com. En aquest cas, es mostra la interfície neutra.
Grups virtualsA més de la Missatgeria instantània|missatgeria personal], els usuaris poden crear grups virtuals (anomenats clubs) per compartir interessos amb altres. Els socis d'un grup en particular poden intercanviar notícies o discutir sobre diversos temes al fòrum del grup o via un butlletí de notícies. Els grups estan oberts a afiliats a partits polítics, membres de grups religiosos i empleats de determinades indústries. També hi ha grups orientats al sexe o fins i tot fetitxisme i, és clar, els dedicats a la música clàssica, les estrelles del cinema) o la música.
RecursosS'inclou informació útil per a la comunitat gai sobre sexe segur, sortir de l'armari, suport a temes de salut, a més d'enllaços a revistes de temàtica gai i altres organitzacions comunitàries. Tot això és accessible públicament per a tots els usuaris de Internet.
Suport en salutA més de la informació sobre salut disponible al lloc web, en febrer de 2007 GayRomeo va llançar un servei de suport i consulta a temes de salut en cooperació amb la ONG sobre VIH/SIDA nacional alemanya "Deutsche Aids-Hilfe", al qual amb el transcurs del temps altres ONG s'han sumat al projecte. Els col·laboradors connectats són prèviament preparats en temes de salut i assistència sanitària i responen totes les preguntes dels usuaris en la més estricta confidencialitat. D'aquesta manera els usuaris poden obtenir el mateix nivell de servei que les ONG realitzen a bars, discoteques i saunes gais.

### Limitacions
És una comunitat exclusivament per a homes (homosexuals, bisexuals o transexuals) de 18 anys o més. Quan els perfils contenen contingut comercial o il·legal, són eliminats. Els perfils són desactivats després de 6 setmanes sense haver-se connectat i són eliminats després de 6 mesos sense haver-ho fet.

## Cobertura social i impacte
| País                 | Usuaris   |
| -------------------- | --------- |
| Alemanya             | 379.857   |
| Itàlia               | 118.337   |
| Filipines            | 114.158   |
| Índia                | 91.825    |
| França               | 83.647    |
| Espanya              | 63.642    |
| Suïssa               | 38.292    |
| Malàisia             | 35.925    |
| Tailàndia            | 33.848    |
| Regne Unit           | 30.029    |
| Àustria              | 28.902    |
| Països Baixos        | 26.389    |
| Grècia               | 25.786    |
| Bèlgica              | 24.596    |
| Estats Units         | 21.802    |
| Turquia              | 20.300    |
| Polònia              | 16.472    |
| Romania              | 15.136    |
| Singapur             | 12.418    |
| Hongria              | 12.101    |
| Sèrbia               | 10.853    |
| Marroc               | 9.974     |
| Indonèsia            | 9.850     |
| Croàcia              | 7.712     |
| Brasil               | 7.287     |
| Xina                 | 6.572     |
| Canadà - Alberta     | 6.208     |
| Rússia               | 6.023     |
| Portugal             | 5.271     |
| Emirats Àrabs Units  | 5.156     |
| Austràlia            | 5.075     |
| Suècia               | 4.919     |
| República Txeca      | 4.238     |
| Mèxic                | 3.794     |
| Finlàndia            | 3.616     |
| Bulgària             | 3.454     |
| Colòmbia             | 3.309     |
| Eslovènia            | 3.286     |
| Irlanda              | 3.184     |
| Ghana                | 3.067     |
| Xipre                | 2.901     |
| Noruega              | 2.881     |
| Israel               | 2.835     |
| Perú                 | 2.572     |
| Bòsnia i Hercegovina | 2.498     |
| Costa d'Ivori        | 2.453     |
| Dinamarca            | 2.444     |
| Algèria              | 2.430     |
| Argentina            | 2.395     |
| Vietnam              | 2.358     |
| Camerun              | 2.342     |
| Luxemburg            | 2.065     |
| Macedònia del Nord   | 1.855     |
| Egipte               | 1.849     |
| Ucraïna              | 1.741     |
| Sud-àfrica           | 1.736     |
| Japó                 | 1.597     |
| Veneçuela            | 1.560     |
| Eslovàquia           | 1.547     |
| Aràbia Saudita       | 1.456     |
| Taiwan               | 1.442     |
| Líban                | 1.397     |
| Cuba                 | 1.290     |
| Estònia              | 1.223     |
| Xile                 | 1.201     |
| Sri Lanka            | 1.139     |
| Letònia              | 1.102     |
| Malta                | 1.070     |
| Montenegro           | 1.027     |
| Altres               | 28.434    |
| Worldwide            | 1.389.150 |
| 29 de juliol de 2012 |           |

| Continent/Regió                             | Usuaris   |
| ------------------------------------------- | --------- |
| Europa                                      | 963.819   |
| Àsia (excloent-hi Orient Mitjà)             | 316.438   |
| Àfrica                                      | 33.269    |
| Amèrica del Nord (excloent Amèrica Central) | 31.938    |
| Amèrica del Sud                             | 19.926    |
| Orient Mitjà                                | 13.781    |
| Austràlia i Oceania                         | 6.308     |
| Amèrica Central                             | 3.671     |
| Worldwide                                   | 1.389.150 |
| 29 de juliol de 2012                        |           |

D'acord amb les dades que es poden trobar a la seva web, GayRomeo compta amb 6.740.000 perfils registrats i 1.107.000 usuaris actius, és a dir, usuaris que s'hagin connectat les darreres 6 setmanes.
D'acord amb Alexa, la comunitat ocupa el segon lloc al rànquing de comunitats gais a Internet i és el 158è lloc web més visitat a tota Alemanya.
En aquest país, a causa de l'alt nombre d'usuaris registrats, la comunitat rep sovint la denominació de “oficina de registre homosexual” (schwules Einwohnermeldeamt) o “pàgines blaves” (Die blauen Seiten), fent referència a les conegudes guies telefòniques Pàgines Grogues i Pàgines Blanques. En una satírica referència a les compilacions de llistes d'homes homosexuals dels anys 1930, el diari alemany “Taz” va anunciar: "Les llistes rosa han tornat".
El membre del parlament alemany Volker Beck (Aliança 90/Els Verds) va oferir hores de consulta virtual a través de GayRomeo durant la campanya de les eleccions de 2005.

### Influència sobre l'ambient gai
La creixent popularitat d'aquest i d'altres llocs de contactes a internet ha impactat enormement en el comportament social dels gais i la seva subcultura. Les zones de cruising tradicionals com a parcs, àrees de descans en autopistes, lavabos públics, etc. estan molt menys sol·licitades que en el passat. Citar-se via internet reflecteix la necessitat d'una seguretat més gran.
A més, molts homes prefereixen comprovar per endavant la compatibilitat quant a gustos sexuals abans de trobar-se a la vida real.
En un programa de la televisió alemanya emès per ARD s'ha dit que la influència de GayRomeo és tan gran en l'ambient gai alemany que ha pogut causar perjudicis econòmics al mateix, en haver ajudat a canviar el comportament social dels gais, buidant bars i discoteques.

### Contrarestant l'aïllament social
Algunes teories sobre el comportament diuen que llocs web com aquest creen l'aïllament social d'individus i poden arribar a ser addictius. D'acord amb aquestes teories, els usuaris addictes a internet abandonen els seus contactes al món "real" i no estableixen nous. La motivació de poder contactar amb gent amb interessos similars via internet, pot portar a una cerca infinita de nous amics.
L'altra cara de la moneda és que serveis com aquest poden proveir una pilota d'oxigen a homes que viuen en àrees aïllades, ciutats o fins i tot països on la comunitat gai és reduïda o nul·la. És especialment important per a homes gais de pobles, petites ciutats, ja que per a ells és molt més difícil trobar altres afins a la seva àrea.

## Controvèrsies

### Real davant farsant
Perfils d'usuari falsos o que no reflecteixen la realitat són un problema conegut a totes les comunitats web. La possibilitat de romandre anònim a internet permet a la gent crear perfils ficticis de si mateixos. L'edat i el físic són les àrees d'informació que més acostumen a estar falsejades, a més de les fotos. Aquestes poden ser retocades o fins i tot mostrar altres persones. Alguns usuaris poden crear diversos perfils diferents, segons diferents preferències i apetències.
Com a protecció contra els farsants, GayRomeo utilitza un sistema interaction els usuaris poden marcar altres com "personalment conegut". Un nombre més gran de vegades desat augmentarà la credibilitat del perfil i del seu amo. Els farsants poden ser denunciats mitjançant un sistema de resposta d'usuaris i són eliminats del sistema. Gràcies a aquest sistema de suport entre usuaris, aquesta comunitat es veu menys afectada per farsants que altres.

### Sexe segur
Els llocs web de contactes han estat vinculats a un increment del risc de transmissió de VIH i altres ETS en ser comparats amb altres mètodes de trobada. Fins i tot alguns llocs han estat creats específicament per a homes buscant exclusivament sexe sense protecció.
Tal com es comenta més amunt, GayRomeo ofereix informació detallada sobre sexe segur, els riscos associats al sexe sense protecció i altres malalties de transmissió sexual. A més, la comunitat mostra el seu propi punt de vista sobre aquests temes. A través d'aquest lloc web es pot contactar amb grups de suport i informació sobre VIH/SIDA i organitzacions a diversos països. No hi ha cap censura de perfils d'usuari que no practiquin sexe segur i per això poden especificar la seva posició al respecte indicant si sempre o mai practiquen sexe amb protecció o si l'assumpte requereix discussió.